# Manuel Luque
Pour les articles homonymes, voir Luque.
Manuel Antonin Ildefonse Cypriano Luque de Soria dit « Luque », né en 1854 à Almería et mort le 8 novembre 1924 à Autun,, est un artiste peintre, dessinateur, caricaturiste et lithographe espagnol ayant fait carrière principalement à Paris.

## Biographie

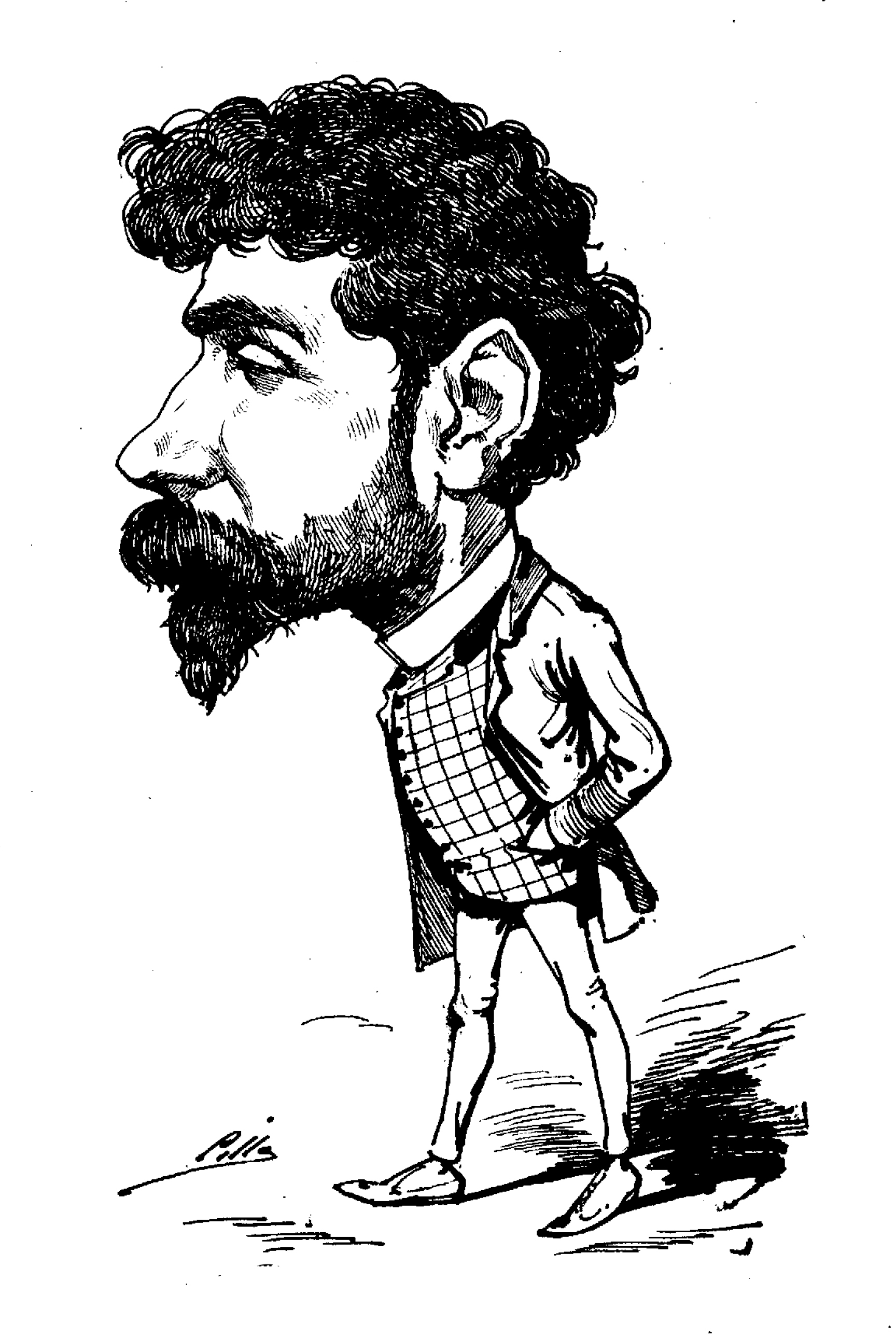
Luque par Cilla (Madrid Cómico, 1884)

Né en Andalousie, dans un milieu modeste, il part à l'âge de 16 ans pour Madrid puis entre au Mundo Cómico à partir de février 1873 comme dessinateur humoristique ; son style est influencé par celui du directeur de la publication, José Luis Pellicer, qui s'entoure d'une dizaine de jeunes artistes. Durant deux ans, il collabore à cet hebdomadaire, ainsi qu'à diverses autres feuilles satiriques.
En février 1875, Luque est à Paris, vivant dans le Quartier latin. Il est en contact avec Pierre Véron, le rédacteur en chef du Charivari et du Journal amusant : pour Luque ce sont là ses véritables débuts comme caricaturiste en France, et, bien qu'il retourne vivre dans la capitale espagnole en 1876, il fournit régulièrement des dessins à Véron, tout en publiant des albums de caricatures en Espagne. En 1879 et 1880, il peint les salons du café de Fornos, avec Daniel Perea, et ceux du café de la Iberia. Il poursuit ses collaborations au Mundo Cómico, mais aussi pour Risa, La Filoxera, Madrid Cómico et Día de Moda.
En 1881, Luque part définitivement s'installer à Paris. Durant plus de vingt-cinq ans, il fournit des dizaines de périodiques en dessins, soit des portraits charge, soit des esquisses relatives à la mode. Entre 1885 et 1890, il est le principal artiste à croquer la une de la série Les Hommes d'aujourd'hui éditée par André Gill et Félicien Champsaur chez Vanier : on compte 68 portraits gravés par Charles Decaux dont celui, fameux, d'Arthur Rimbaud (no 318). En 1888, l'éditeur Léon Vanier lui commande une suite de portraits gravés pour Les Poètes maudits de Paul Verlaine et l'année suivante il illustre Les Courses de taureaux d'Armand Dayot.
En 1892, Luque entreprend, parallèlement à son activité journalistique, une carrière de peintre ; il expose à Madrid plusieurs années de suite. En 1893, il entre au magazine Blanco y Negro et y caricature la plupart des personnalités espagnoles en vue.
En septembre 1908, à La Garenne-Colombes, Luque épouse Yvonne de Courneau de Bousquet ; le couple part vivre à Autun où il meurt le 8 novembre 1924.

## Galerie

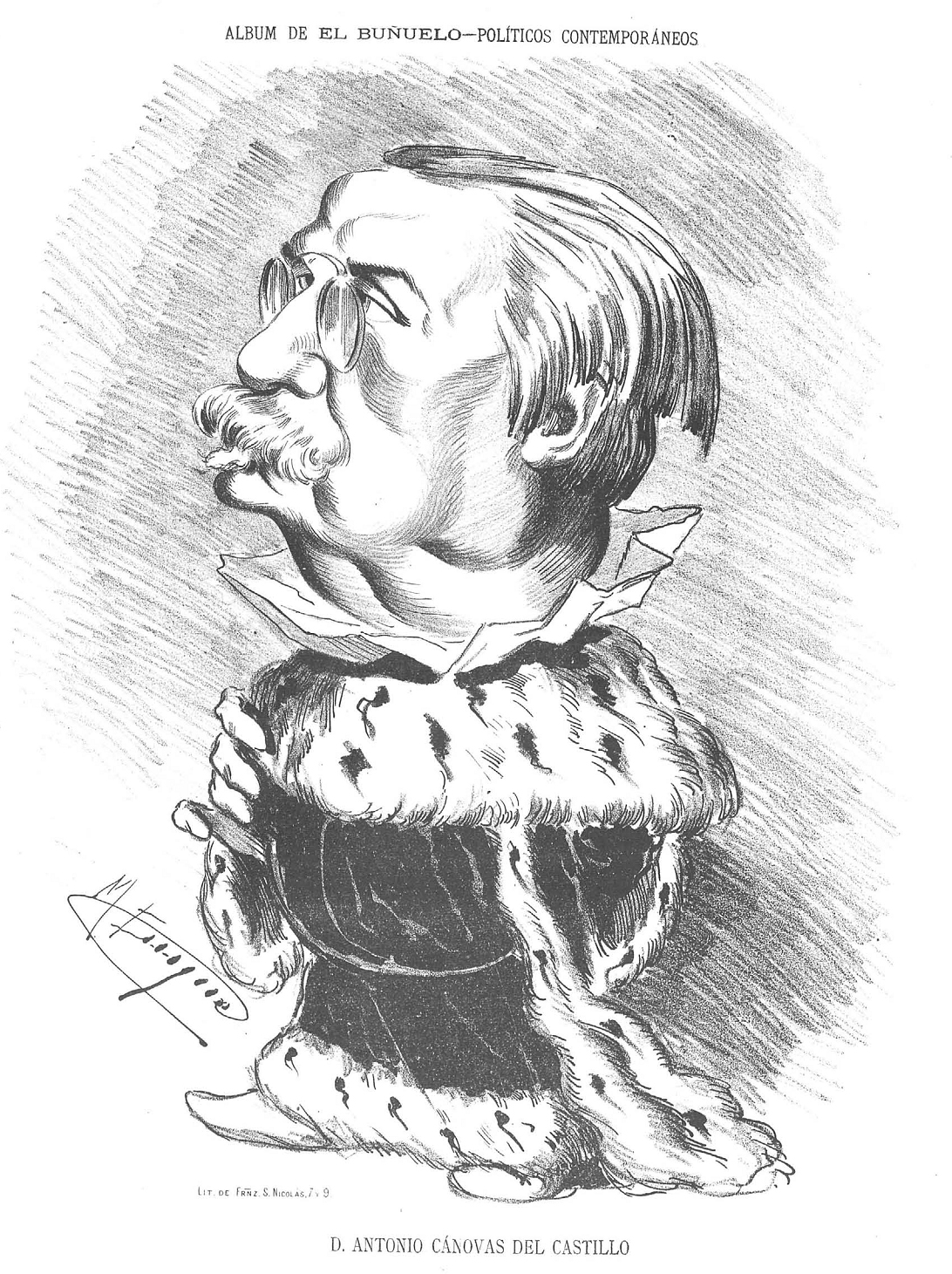
Antonio Cánovas del Castillo (1881)
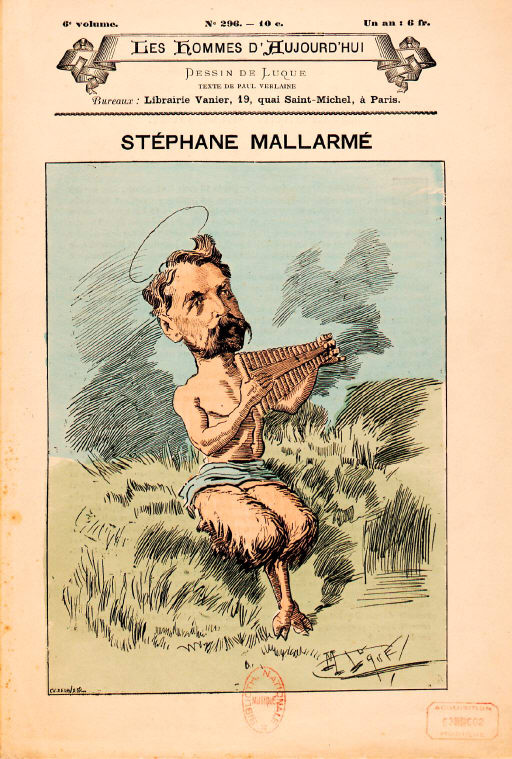
Stéphane Mallarmé (1887)
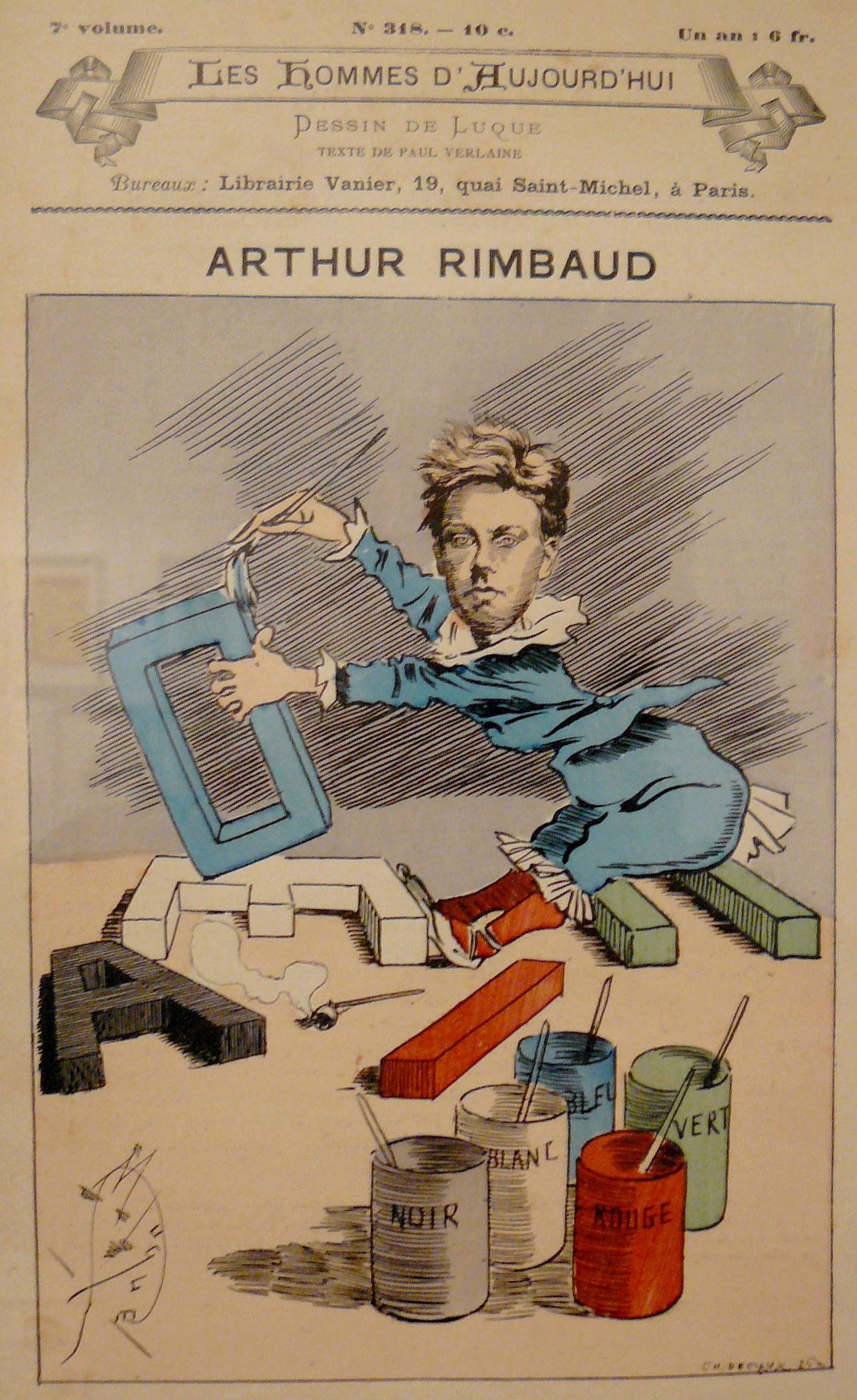
« Rimbaud aux voyelles » (1888)
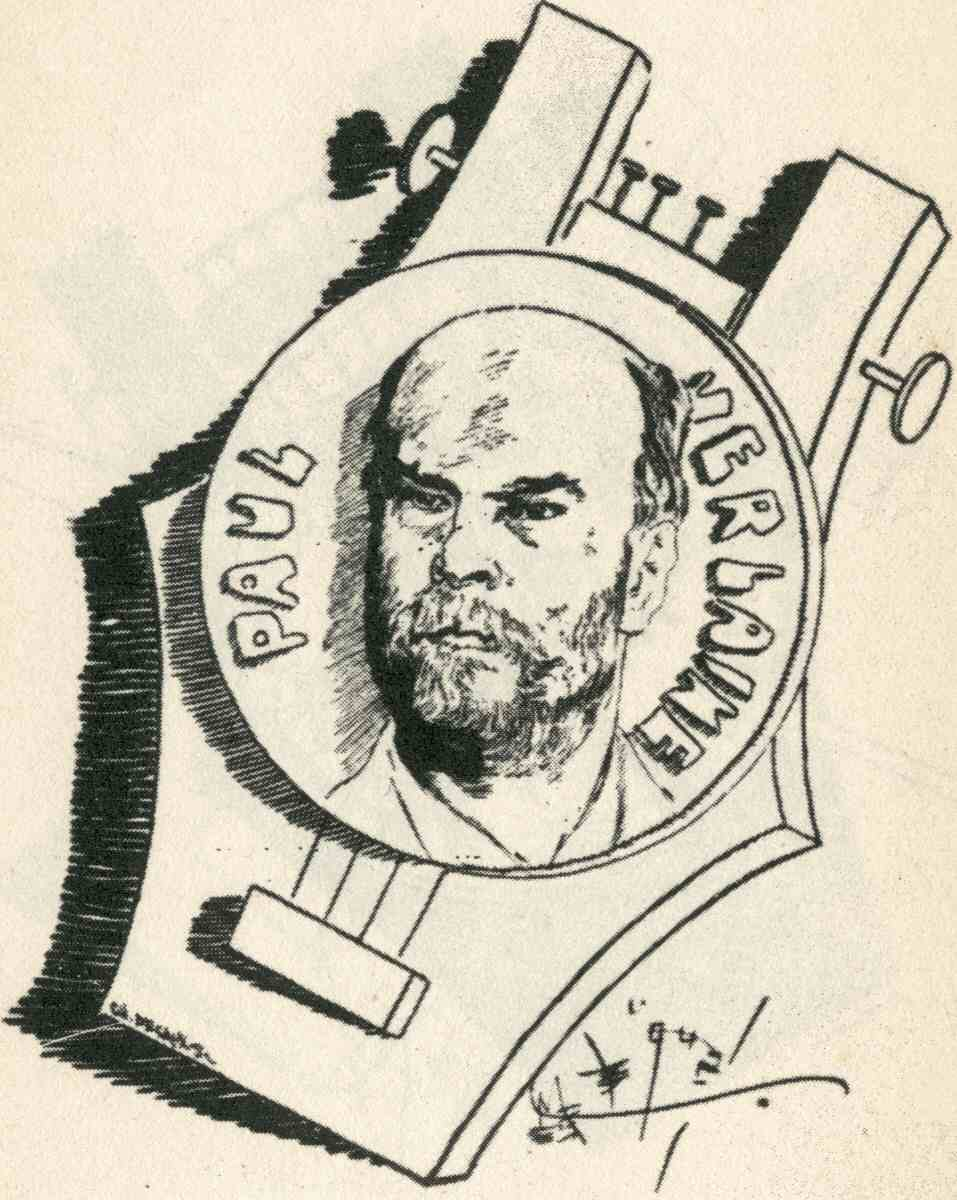
Portrait de Verlaine dessiné et gravé (1888)

## Dessins pour la presse française
Le Charivari, Les Hommes d'aujourd'hui, Les Hommes du jour, Le Journal pour tous, Le Figaro illustré, Le Rire, L'Assiette au beurre, L'Univers illustré, La Vie parisienne, Revue illustrée, Soleil du Dimanche, La Petite Caricature, Paris illustré, etc.

## Conservation
- Département des Estampes de la BNF
- Musée Lázaro Galdiano (Madrid)
- Musée Rolin (Autun)